# Акарігуа
Акарігуа (ісп. Acarigua) — місто на північному заході Венесуели, у північній частині штату Португеса. Відоме як «сільськогосподарська столиця Венесуели» та «Столиця венесуельських рівнин».

## Історія
Офіційно місто було засновано 29 вересня 1620 року під назвою Сан-Мігель-де-Акарігуа за розпорядженням тогочасного губернатора Дона Франсіско де ла Ос Берріо. Назва міста походить від назви племені Гайон (hacarygua), що проживало в тому регіоні.

## Демографія
Населення міста становить 208 495 чоловік (2008).